# Ludweiler
Ludweiler est un Stadtteil de la ville allemande de Völklingen en Sarre.

## Histoire
Début septembre 1939, l'offensive de la Sarre provoque la prise de cette commune par les troupes françaises. 

## Lieux et monuments

### Édifices religieux

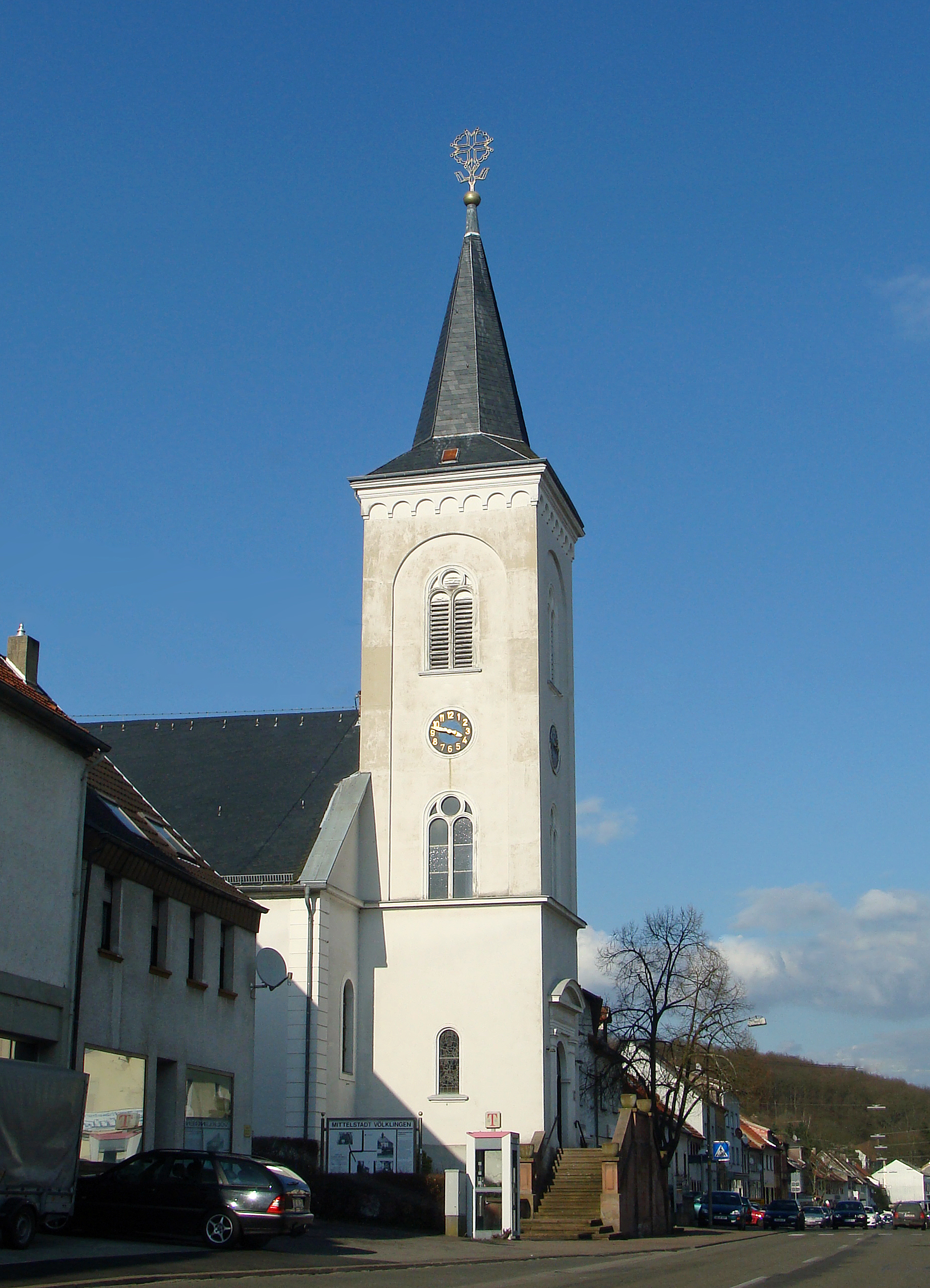
Evg. Hugenottenkirche
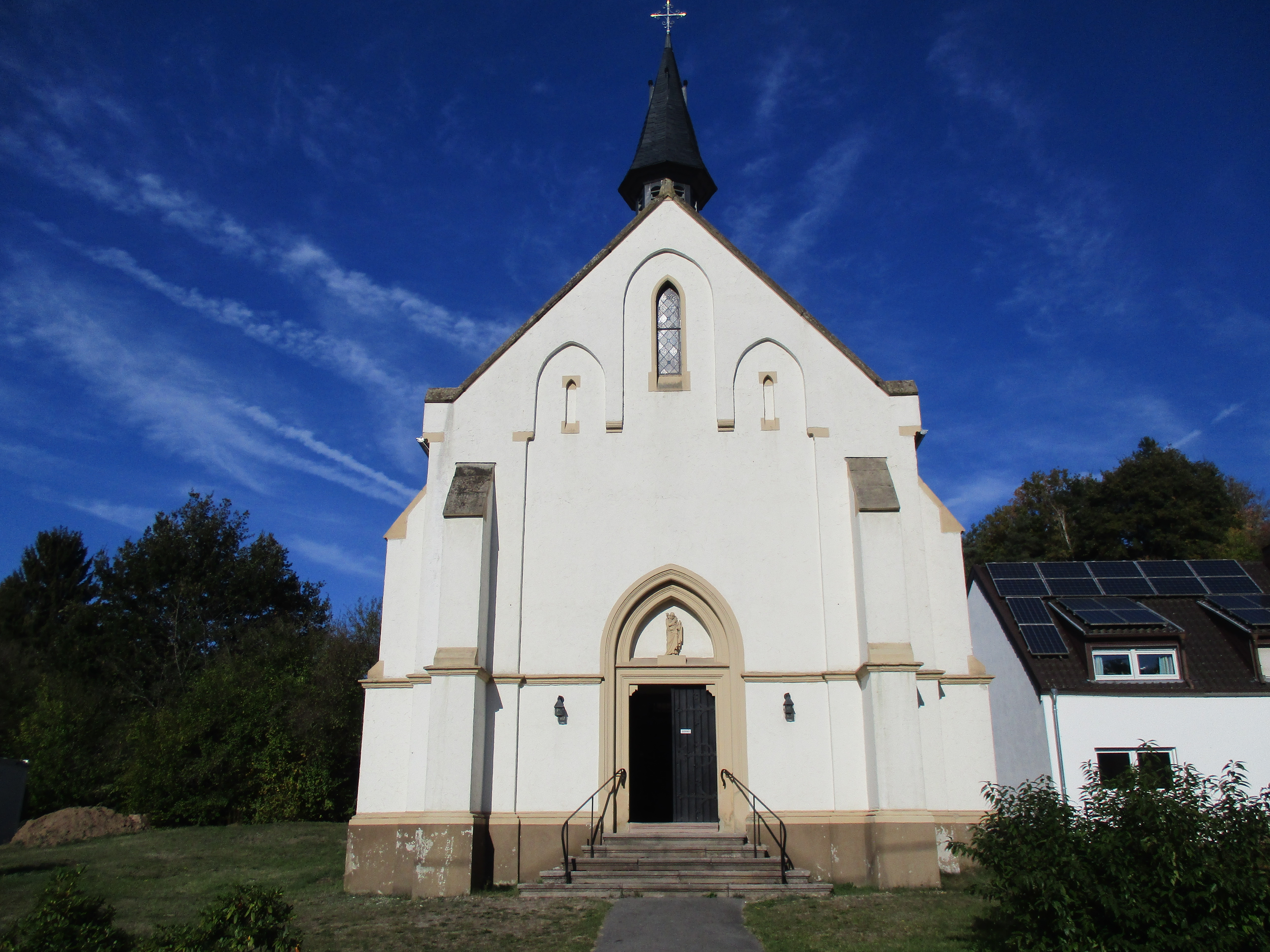
Wendalinuskapelle